# マティヤ・フリガン
マティヤ・フリガン（Matija Frigan、2003年2月11日 - ）は、クロアチア・リエカ出身のサッカー選手。KVCウェステルロー所属。ポジションはFW。

## クラブ経歴
HNKリエカの下部組織で育成され、トップチームデビュー前の2021-22シーズンに2部リーグに所属していたHNKオリイェントへ、同シーズンの後半戦はプルヴァHNLのNKフルヴァツキ・ドラゴヴォリャツへレンタル移籍を経験した。
レンタルバック後の2022-23シーズン、トップチーム1年目かつ20歳にしてリーグ戦27試合で14得点を記録した。
2023年7月24日、ベルギーのKVCウェステルローへ移籍し、5年契約を結んだ。